# Trotonotus bettoni
Trotonotus bettoni är en fjärilsart som beskrevs av Butler 1898. Trotonotus bettoni ingår i släktet Trotonotus och familjen tandspinnare. Inga underarter finns listade i Catalogue of Life.